# Dniprovske, Cernihiv
Dniprovske (în ucraineană Дніпровське) este localitatea de reședință a comunei Dniprovske din raionul Cernihiv, regiunea Cernihiv, Ucraina.

## Demografie
Componența lingvistică a localității Dniprovske
     Ucraineană (98,59%)
     Alte limbi (1,41%)
Conform recensământului din 2001, majoritatea populației localității Dniprovske era vorbitoare de ucraineană (98,59%), existând în minoritate și vorbitori de alte limbi.